# Goal (singolo)
G•O•A•L è un singolo discografico split di Eurokids e dei Pippo Caruso e la sua orchestra, pubblicato nel 1980.

## Descrizione
Il singolo viene pubblicato come sigla ufficiale del campionato europeo di calcio del 1980, svoltosi in Italia. 
La canzone nasce rielaborando Going Down Mexico dei Cyan, gruppo in cui militava lo stesso Lopez e fu scritta da Gordon Faggetter e Paolo Dossena, su musica di Luigi Lopez e Italo Greco; la canzone fu cantata dagli Eurokids che consistevano in George William Sims, Roger Smith, Quinta Suttle.
Veniva eseguito dal vivo negli stadi dalla Banda della Guardia di Finanza, solitamente prima della diretta televisiva. Il brano fu anche sigla finale, nello stesso anno, delle puntate 1372 e 1374 de La Domenica Sportiva (il video della sigla venne realizzato nello Stadio Renato Curi di Perugia), e in seguito fu utilizzato come sigla italiana della serie animata giapponese Arrivano i Superboys.
È stata pubblicata, solo in edizione promozionale, anche una versione preliminare del brano, interpretata da Douglas Meakin, sempre con lo pseudonimo "The Eurokids".
Sul lato b è incisa la versione strumentale, ad opera dell'orchestra di Pippo Caruso.